# Casa Enric
Casa Enric és un edifici dins del nucli urbà de la població de Sant Climent Sescebes (Alt Empordà), al bell mig del nucli antic del poble, formant cantonada entre la plaça i el carrer Major. Immoble catalogat a l'Inventari del Patrimoni Arquitectònic de Catalunya, fa cantonada i és de planta rectangular, format per dos cossos adossats. La construcció està arrebossada i pintada. La construcció principal, presenta la coberta de teula de dues vessants i està distribuïda en planta baixa i dos pisos. La façana principal, orientada a la plaça, presenta dos portals d'accés a l'interior. El principal és d'obertura rectangular però manté l'emmarcament de mig punt arrebossat. Al costat, una senzilla finestra i un gran portal rectangular bastit amb maons, tot i que reformat. Al pis destaca un balcó corregut amb la llosana motllurada, que també engloba la façana lateral orientada al carrer. Les obertures dels pisos són rectangulars i tenen els emmarcaments d'obra arrebossats. La façana lateral presenta, a la planta baixa, tres portals d'accés d'arc de mig punt amb els emmarcaments arrebossats. El del centre ha estat transformat en una obertura rectangular, però conserva l'emmarcament original. Les finestres dels pisos superiors són de la mateixa tipologia que les de la façana principal. Ambdues façanes estan rematades per un ràfec dentat i motllurat, damunt del qual hi ha una barana d'obra ondulada.